# Diaparsis valvator
Diaparsis valvator är en stekelart som beskrevs av Andrey Ivanovich Khalaim 2005. Diaparsis valvator ingår i släktet Diaparsis och familjen brokparasitsteklar. Inga underarter finns listade i Catalogue of Life.